# دومینیک پرلر
دومینیک پرلر (انگلیسی: Dominik Perler؛ زادهٔ ۱۷ مارس ۱۹۶۵) فیلسوف، و استاد دانشگاه اهل سوئیس و از دانش‌آموختگان دانشگاه کالیفرنیا، لس آنجلس است.